# XIe siècle
Le XIe siècle (ou 11e siècle) commence le 1er janvier 1001 et finit le 31 décembre 1100.

## Événements
- 950-1072 : la crise du XIe siècle touche l'Afrique du Nord, le Proche-Orient et l’Asie Centrale à la suite d'événements climatiques et politiques[1].

### Afrique
- À la fin du Xe siècle, fondation selon la tradition des sept royaumes haoussa légitimes, peut-être par des Berbères de l’Aïr chassés par les Touaregs, au nord du Nigeria et au sud du Niger. Selon la légende, la reine de Daura, Daurama, épouse un blanc, Bayajidda ou  Bayadzidda (Abou Yezid), qui avait tué le serpent Sarki qui menaçait la contrée. Ils ont sept fils qui fondent les sept premières cités : Daura, Kano, Rano, Zaria (ou Zeg-Zeg), Gobir, Katsina, Biram. Sept royaumes illégitimes (banza) sont créés chez des peuples divers : Kebbi, Yaouri, Zamfara, Gouari, Noupé, Kouararafa, Ilorin. Ces cités généralement fortifiées étendent leur autorité sur le territoire environnant. Les Haoussas restent isolés jusqu’au XIIIe siècle. Les cités possèdent des chroniques locales, rédigées en arabe, mais la plupart d’entre elles, à l’exception de Kano, seront détruites à la fin du XVIIIe siècle et au début du XIXe siècle par les Peuls[2].
- Vers 1045 : les Malinkés, Dioulas et Sénoufos créent le royaume de Kong au Nord de la Côte d'Ivoire[3].
- 1051-1052 : invasion hilalienne lancée sur l’Ifriqiya par les Fatimides d’Égypte. Début de l’arrivée par vagues successives de tribus arabes nomades venues du Nejd, du Hedjaz et du Yémen. Les Banu Hilal, les Banu Sulaym et les Banu Maqil avancent le long de la frange nord du Sahara, franchissent les montagnes et font irruption sporadiquement dans les plaines fertiles des côtes méditerranéennes et atlantiques du Maghreb, rompant à leur profit l'équilibre entre nomades et sédentaires[4]. Les Banu Maqil atteignent le Sud marocain, les Banu Hilal le nord du Mali et de la Mauritanie actuels[5].
- 1075-1220 : royaume de Mapungubwe en Afrique australe au confluent des rivières Shashe et Limpopo au sud du Grand Zimbabwe[6].
- Vers 1080-1450 : phase III de l'histoire de la ville de Zimbabwe en Afrique australe. Construction de huttes en daga (torchis) sur la colline de Zimbabwe, puis des premiers murs de pierre en blocs de granit sur l'acropole, et des premières constructions dans la vallée. Un peuple de bâtisseurs, probablement des Shonas venus du nord-ouest aurait peu à peu imposé son autorité aux mineurs installés dans la région depuis les environs du Ve siècle[7]. Le site de Zimbabwe fait le lien entre les pâturages des basses terres et ceux des hauts plateaux, où les troupeaux vont se réfugier après l’invasion des mouches tsé-tsé dans les basses terres pendant la saison des pluies.

- XIe siècle : apogée du royaume de Ghana qui s'étend de l'embouchure du Sénégal à la boucle du Niger et de l'Adrar au Bouré. Il décline après la prise de sa capitale Koumbi Saleh en 1076 par les Berbères almoravides[8].

- Du XIe au XIIe siècle, les souverains de Dongola, en Nubie, résistent à la pénétration de l’islam et combattent avec succès les empiétements de leurs voisins musulmans. Ils versent un tribut à l’Égypte, mais celle-ci concentre ses forces contre les croisés en Syrie et en Palestine, ce qui permet à la Nubie chrétienne de conserver son indépendance. Après la chute des Fatimides en 1170, les relations de la Nubie avec l’Égypte se détériorent[9].

### Amérique

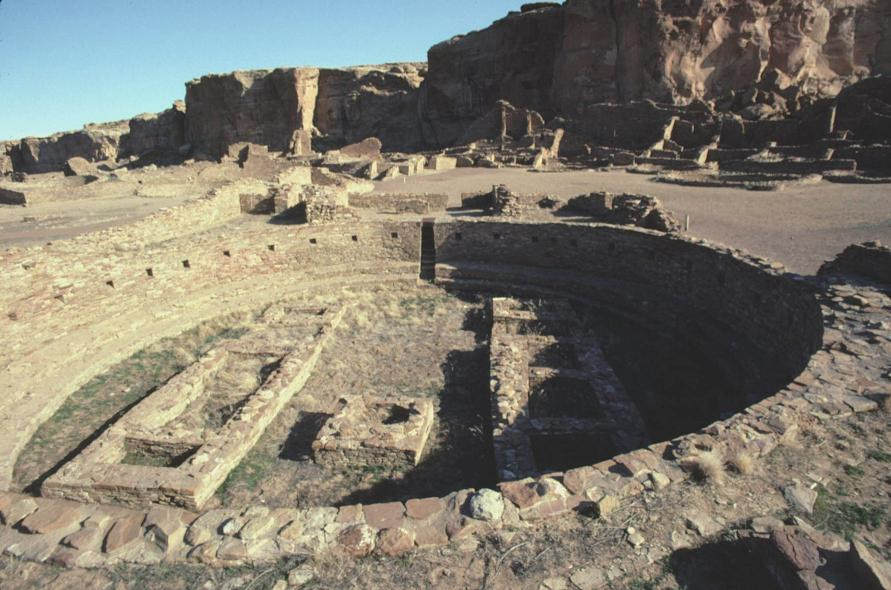
Grande kiva de Pueblo Bonito.

- 950-1150 : prospérité du Chaco Canyon au Nouveau-Mexique[10]. Après 1050, les Anasazis (Arizona) quittent leurs villages établis dans les vallées ou sur les plateaux de lœss et déplacent leurs populations vers des sites défensifs (Pueblo Bonito dans le canyon de Chaco). Le site de Pueblo Bonito se développe[11]. Sa population, de 1 200 âmes environ, se répartit dans les 800 salles aménagées sur quatre étages, à l’abri de hauts murs. Le canyon compte plus de 400 km de routes et de passages.
- 975-1150 : période sédentaire de la civilisation des Hohokams dans le sud-ouest de l’Amérique du Nord[12]

- Vers 1000 : établissement Viking au Vinland[13].
- 1000-1438 : période intermédiaire récent au Pérou ; civilisation Chimú sur le littoral[14].
- 1070 (plus ou moins 70 ans) : date possible de la construction du tumulus du Grand serpent par des membres de la culture dite de Fort Ancient, en Ohio[15].

### Asie et Pacifique
- 1017-1055 : les Chola envahissent (en) et occupent le royaume d'Anurâdhapura au Sri Lanka[16]. Le roi Vijayabahu (1053-1110) chasse les Chola en 1073. La capitale du royaume cinghalais est déplacée à Polonnaruwa (royaume de Polonnaruwa)[17].

- 1018 : sac de Kannauj et Mathura dans la moyenne vallée du Gange et déportation de leurs populations par le sultan Mahmoud de Ghazni. Les invasions musulmanes en Inde auraient provoquées d'importantes migrations des Roms. Ils avancent vers l’ouest en traversant l’Iran vers l’Asie Mineure (sultanat de Roum) puis l’Empire byzantin[18].
- 1030-1080 : razzias des Turcomans en Anatolie[19].
- 1042 : arrivée au Tibet de nouveaux missionnaires bouddhistes venus d’Inde, dont Âtîśa, originaire du royaume Pala au Bengale[20].
- 1096-1099 :  première croisade. Création du royaume latin de Jérusalem[21].

### Europe
- Vers 940-1040 : troisième transgression dunkerquienne ; la mer envahit pour la dernière fois la Flandre-Occidentale. Début de la création de digues et de polders[22].
- 1000-1300 : sites de sacrifice sami de Gråträsk (en) en Laponie, comportant des objets de métal (croix et oiseaux) importés de Russie et du nord-ouest de l’Angleterre[23]

- 1016 : la Paix de Dieu, institution méridionale, est encouragée par Cluny. Le mouvement s'installe en Francie occidentale, puis en Germanie[24].

- 1031 : effondrement du Califat omeyyade de Cordoue. Morcellement politique d'Al-Andalus, permettant une impulsion décisive à la Reconquista, avec la prise de Tolède (1085)[25] notamment.
- 1066 : bataille d'Hastings ; début de la Conquête normande de l'Angleterre par Guillaume le Conquérant[26].

- 1071 : le comte de Flandre Robert le Frison bat le roi de France Philippe Ier à Cassel. Le comte Arnoul III de Flandre est tué et la Flandre est séparée du Hainaut[27].

- 27 novembre 1095 : à la clôture du Concile de Clermont, le pape Urbain II appelle à la première croisade[21].

- Les tribus lituaniennes nous sont connues par les chroniques allemandes, polonaises et russes qui les décrivent autour du Niémen et du futur emplacement de la ville de Kaunas[28].

## Personnages significatifs
- Chefs politiques :
  - Mahmoud de Ghazni (971-1030) - dirigeant de l'Empire ghaznévide de 997 jusqu'à sa mort.
  - Foulques III d'Anjou dit Nerra ou le Noir (987-1040), comte d'Anjou.
  - Al-Hakim bi-Amr Allah (996-1021), calife fatimide du Caire.
  - Robert le Pieux (996-1031), roi des Francs.
  - Guillaume V d'Aquitaine dit le Grand (996-1030), comte de Poitiers et duc d'Aquitaine.
  - Eudes II de Blois (1004-1037), comte de Blois, de Meaux et de Troyes (1022).
  - Robert Guiscard (1015-1061), fondateur de la dynastie normande d'Italie.
  - Guillaume le Conquérant (vers 1027 - 9 septembre 1087), duc de Normandie et roi d'Angleterre.
  - Henri IV (1056-1106), empereur du Saint-Empire (1084).
  - Philippe Ier (1060-1108), roi des Francs.
  - Youssef ben Tachfine (1061-1106), émir almoravide.
  - Alphonse VI (1065-1109), roi de León et de Castille, imperator totus hispaniae (Empereur de toutes les Espagnes).
  - Alexis Ier Comnène (1080-1118), empereur byzantin.
  - Rodrigo Díaz de Vivar (mort en 1099) dit le Cid, condottiere et seigneur de Valence.

- Philosophes et théologiens :
  - Gerbert d'Aurillac (938-1003), philosophe, mathématicien, astronome, devenu pape sous le nom de Sylvestre II, pape (français) de l'an mil.
  - Avicenne (980-1037), médecin et philosophe perse, auteur du Canon de la médecine et de commentaires d'Aristote.
  - Anselme de Cantorbéry (1033-1109), théologien et philosophe.

Voir : Philosophes et théologiens du XIe siècle.
- Écrivains :
  - Ferdowsi (935–1020), poète persan,
  - Omar Khayyam (1048-1131), écrivain et savant persan.
- Navigateur :
  - Leif Erikson (v. 975-v. 1020), premier explorateur européen à avoir atteint l'Amérique du Nord.
- Religieux :
  - Guillaume de Volpiano (960-1031), originaire du Piémont, réformateur et constructeur d'abbayes en Bourgogne et en Normandie.
  - Adémar de Chabannes (989-1034), moine et chroniqueur.
  - Anastase le Vénitien (v. le début du XIe siècle-v.1085), moine, ermite et confesseur ; fêté le 16 octobre.
  - Saint Bruno (1030-1101), fondateur des Chartreux.
  - Rachi (v. 1040-1105), commentateur des textes sacrés juifs.
  - Odilon de Mercœur (994-1049), 5e abbé de Cluny, successeur de Saint-Maïeul.
  - Hugues de Semur (1024-1109), 6e abbé de Cluny.
  - Léon IX (1002-1054), pape.
  - Grégoire VII (1073-1085), pape réformateur, à l'origine de la Querelle des Investitures.
  - Urbain II (1088-1099), pape à l'origine de la première croisade.
  - Fulbert de Chartres (1007-1028), évêque de Chartres, conseiller des rois et des princes.
  - Yves de Chartres, mort vers 1114, spécialiste du droit canonique.
  - Byrhtferth, moine et philosophe anglais.
  - Michel Cérulaire (1043-1058), patriarche de Constantinople.